# Lotus 38

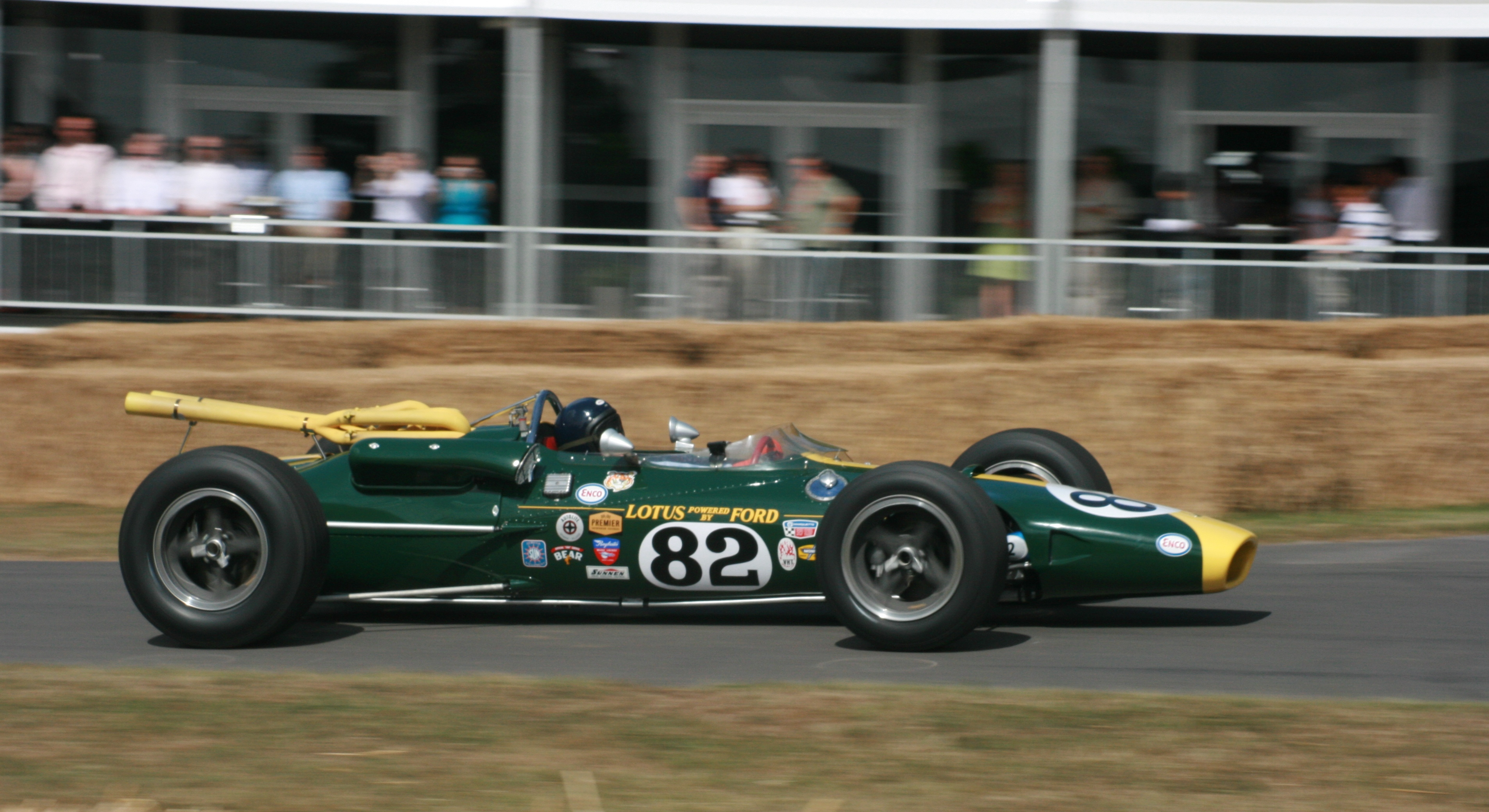
Jackie Stewart im Lotus 38; beim Goodwood Festival of Speed 2010

Der Lotus 38 war ein Monoposto-Rennwagen, den das britische Motorsportteam Lotus 1965 baute.

## Entwicklungsgeschichte und Technik
Er war der erste Mittelmotor-Rennwagen, der die 500-Meilen-Rennen von Indianapolis gewann. Colin Chapman und Len Terry konstruierten diesen völlig neuen Rennwagen, der mit den Typen 29 und 34, die vorher in Indianapolis liefen, bis auf den Motor nichts mehr gemein hatte. Das kraftvolle Ford-V8-Triebwerk, das fast 500 PS leistete, wurde als Mittelmotor eingebaut und schaffte für die Fahrer im Oval ein ausgezeichnetes Handling. In der Urkonstruktion hatte der 38 ein asymmetrisches Fahrgestell. Denn der Indianapolis Motor Speedway hat nur Linkskurven und Terry wollte diesem Umstand Rechnung tragen. Er experimentierte mit unterschiedlich langen Querlenkern. Was in der Theorie funktioniert, muss jedoch auf der Rennstrecke nicht zum Erfolg führen. Bei den ersten Trainingsfahrten hatte der Wagen ausgangs der Kurven gefährliche Fahreigenschaften und Terry stellte den Wagen auf symmetrische Aufhängungen um. Obwohl der Lotus 38 um einiges länger war als Formel-1-Rennwagen jener Zeit, wirkte er gegen die mächtigen USAC-Monoposto-Wagen klein und wendig.

## Renngeschichte
Acht Lotus 38 wurden gebaut und die meisten vom Werksteam eingesetzt. Zwei wurden an die US-amerikanischen Rennfahrer A. J. Foyt und Mario Andretti abgegeben. 
1965 qualifizierte Jim Clark den 38 für die erste Startreihe und führte 190 Runden des 200-Runden-Rennens. Am Ende waren nur mehr vier weitere Piloten in derselben Runde wie Clark, der einen überlegenen Triumph feierte. 1966 musste sich Clark Graham Hill nur knapp geschlagen geben und 1967 fiel er früh im Rennen nach einem Motorschaden aus.
Der Lotus 38 war wegweisend im US-amerikanischen Monopostobau der 1960er-Jahre. Alle Hersteller übernahmen das Mittelmotorkonzept und Ende der Dekade glichen fast alle Rennwagen in Indianapolis dem Lotus 38. Auch auf die Formel-1-Fahrzeuge von Lotus wirkte sich der 38 aus, wurden doch viele Bauteile in den Lotus 49 übernommen.